# Neophoca
Neophoca — рід родини Otariidae ряду Carnivora. Деякі систематики об'єднують його з родом Phocarctos, (сучасним) новозеландським морським левом. Вижив лише один вид:
- N. cinerea: австралійський морський лев. Більшість субпопуляцій невеликі та генетично ізольовані[2].

Вимерлий вид:
- N. palatina, відомий завдяки черепу, знайденому в Новій Зеландії.